# Спада, Леонелло
Леонелло Спада, Лионелло Спада (итал. Leonello Spada, Lionello Spada; 1576, Болонья, Эмилия-Романья— 17 мая 1622, Парма) — итальянский живописец эпохи барокко, работал в Риме и в своем родном городе Болонье. Знаменитый караваджист — последователь и подражатель Караваджо. Известен также под ироничным прозвищем «Скиммия дель Караваджо» (итал. Scimmia del Caravaggio — подражатель, дословно: «обезьянка Караваджо»).

## Биография
Биографические сведения о художнике крайне скудны. По словам Мальвазиа, автора знаменитой биографической книги «Фельсина-художница: Жизнеописания болонских живописцев» (Lа Felsina Pittrice: Vite e ritratti de’ pittori Bolognesi, 1677—1678), Спада получил раннее образование у Чезаре Бальоне, декоратора, работавшего между Пармой и Болоньей, который направил его к освоению искусства фрески и «квадратуры» (иллюзорному изображению архитектуры), «занятиям, которые он практиковал с Джироламо Курти, известным как Иль Дентоне, которого помнили как его учителя. Склонность Спады к иллюзионистской живописи очевидна в его первой датированной работе».
К началу XVII века Спада стал активным членом болонской школы. Его ранние произведения отражают эстетику маньеризма, близкую другому болонскому живописцу того же времени Денису Калверту. По свидетельству Мальвазиа, Спада также часто посещал мастерскую Джованнино да Капуньяно, которому помогал Агостино Карраччи. Кроме того, с 1603 года Спада активно сотрудничал с Академией дельи Инкамминати (Accademia degli Incamminati) братьев Карраччи. К тому времени Леонелло Спада уже тяготел к академизму, поэтому внёс свой вклад в оформление декораций для похорон Агостино Карраччи в 1602 году.
В 1604 году он отправился в Лорето, чтобы расписать фресками новую сакристию святилища базилики Санта-Каза, задача, которая затем выпала Кристофоро Ронкалли, известному как иль Помаранчо.
Самый ранний из сохранившихся образцов живописи Леонелло Спада — «Образ Девы Марии и Святых Франциска и Доминика, ходатайствующих перед Христом» (1604) — показывает, что художник уже тогда подражал Лодовико Карраччи. До 1607 года он оставался в Болонье и часто сотрудничал с другими учениками Лодовико, особенно Франческо Брицио. Однако индивидуальный стиль и манера живописи Спада ещё оставались традиционными, как показывает «Чудо с рыбами» (1607).
В конце 1609 или в начале следующего года он покинул Болонью, чтобы совершить путешествие в Рим и Неаполь, а затем на Мальту, где испытал влияние живописи Караваджо. С того времени он считал себя караваджистом в компании своего покровителя и заказчика Командора Замбечари, работая над фресками в резиденции Великого Магистра в Валлетте.
До сих пор неясно, был ли Спада знаком с Караваджо или даже работал ли его помощником. Предположительно Спада был в Риме после 1609 года, когда Караваджо бежал на Мальту. К. Ч. Мальвазиа предполагал, что Спада последовал за Караваджо. Это возможно, поскольку Спада писал фрески во дворце Валлетты в 1609—1610 годах; но Караваджо снова бежал, на этот раз на Сицилию, поэтому их совпадение на Мальте должно было быть недолгим. Карло Чезаре Мальвазиa относился к этому скептически; не скрывая своего отвращения к личности Караваджо, он описывал Спада и Караваджо в равной мере «развратными».
Имеются предположения, что для Караваджо Спада был человеком «близким к сердцу», возможно, не только метафорически. Мальвазия также рассказывает историю, что Спада позировал Караваджо для картины «Смерть Иоанна Крестителя». В страхе, что Спада может бежать и что без модели картина останется незаконченной, Караваджо запер его в мастерской, пока не завершил работу.
В 1611 году Леонелло Спада вернулся в Болонью. Безусловно, он воспользовался творческими находками Караваджо как одним из самых ярких уроков. При этом он применял караваджистские эффекты ракурсов фигур переднего плана и светотени, но вводил их в традиционный академический контекст, сделав более приемлемыми для вкусов большинства.
В 1616 году он написал большое полотно для базилики Сан-Доменико в Болонье, изображающее Святого Доминика, сжигающего книги еретиков. Другие работы этого плодотворного периода — «Возвращение блудного сына» и «Эней и Анхис» (в парижском Лувре).
Спада состоял придворным живописцем пармского герцога Рануччо I Фарнезе и в 1617 году по его заказу прибыл в Фарнезе, чтобы украсить недавно построенный театр Фарнезе. Самой поздней его работой является «Мистическое обручение святой Екатерины» (1621, Парма). Из его произведений также известны: «Чудо Святого Михаила» (в Сан-Микеле-ин-Боско, Болонья), «Св. Франциск, поклоняющийся Младенцу-Христу» (в галерее Модены), «Усекновение главы св. Христофора» и «Концерт» (в Лувре, Париж) и другие.
В качестве подписи он использовал литеру «L», расположенную поперёк меча (с итальянского Spada переводится как «меч»).
В российских собраниях работы Леонелло Спада можно увидеть в собрании Государственного Эрмитажа в Санкт-Петербурге — «Мученичество апостола Петра», а также ГМИИ им. Пушкина в Москве — «Давид и Голиаф». В Музее частных коллекций при Международном институте антиквариата ASG инвестиционной группы компаний хранится работа круга Спада «Саломея, получающая голову Иоанна Крестителя».

## Галерея

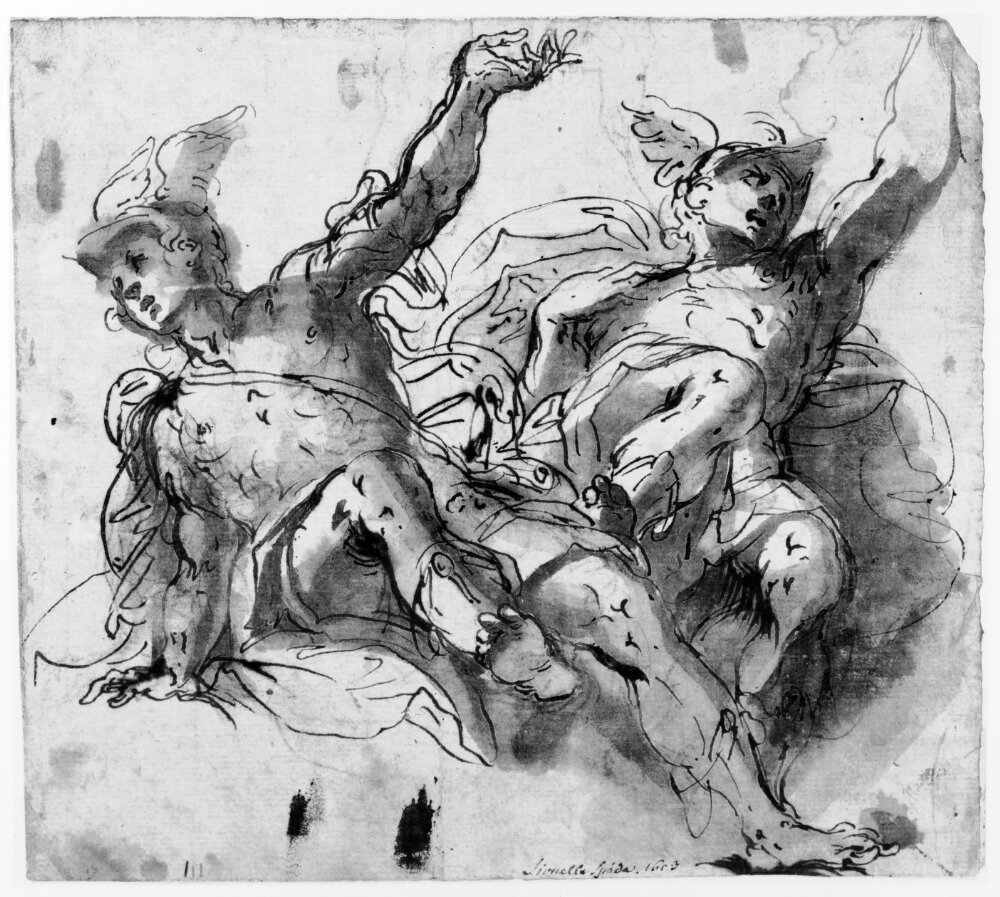
Два рисунка Меркурия. Бумага, перо, кисть, тушь. Национальный музей изобразительных искусств, Стокгольм
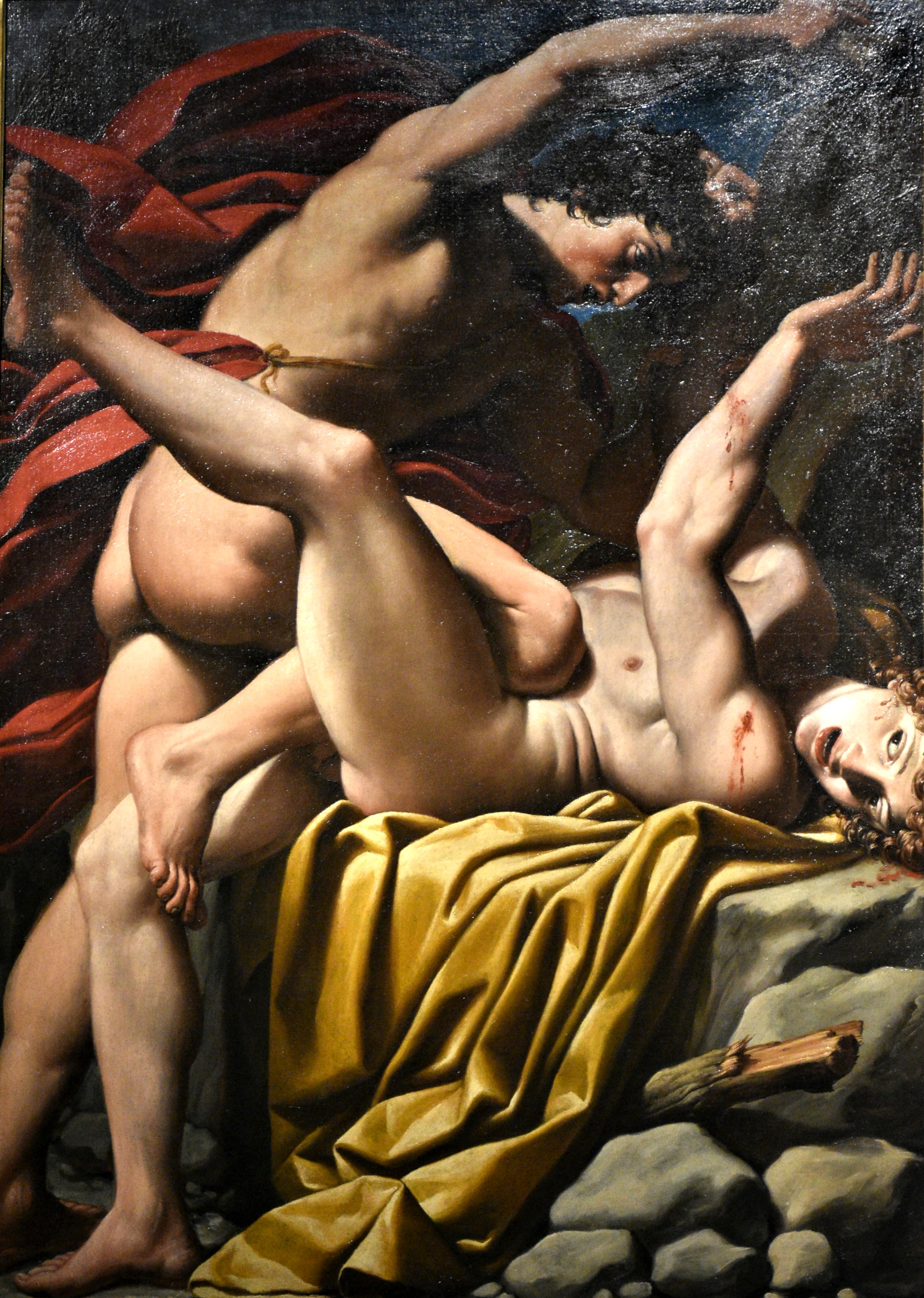
Смерть Авеля от его брата Каина. 1600-е гг. Холст, масло. Музей Каподимонте, Неаполь
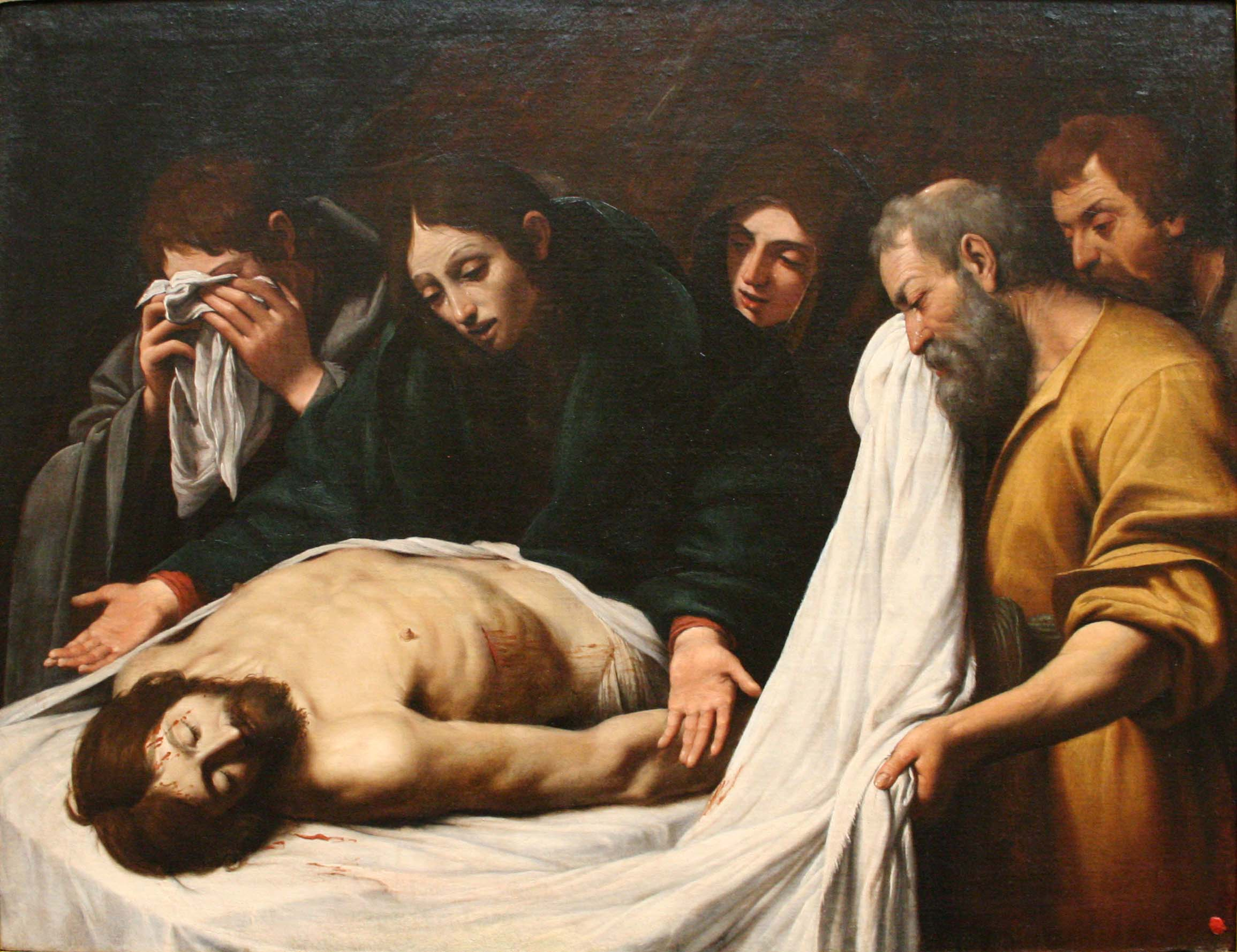
Оплакивание Христа. Между 1610 и 1611. Холст, масло. Музей Фабра, Монпелье
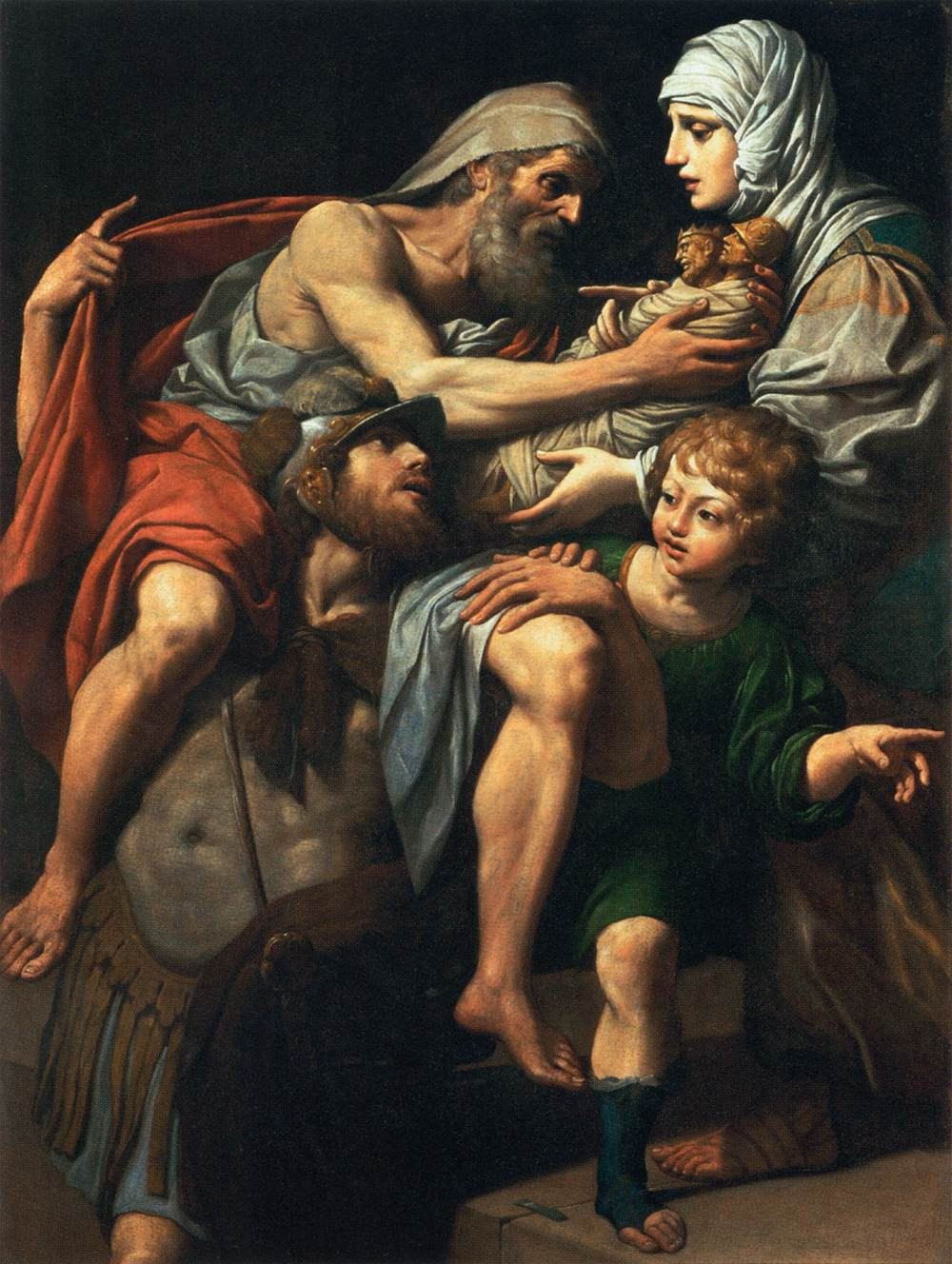
Эней и Анхис. Ок. 1615. Холст, масло. Лувр, Париж
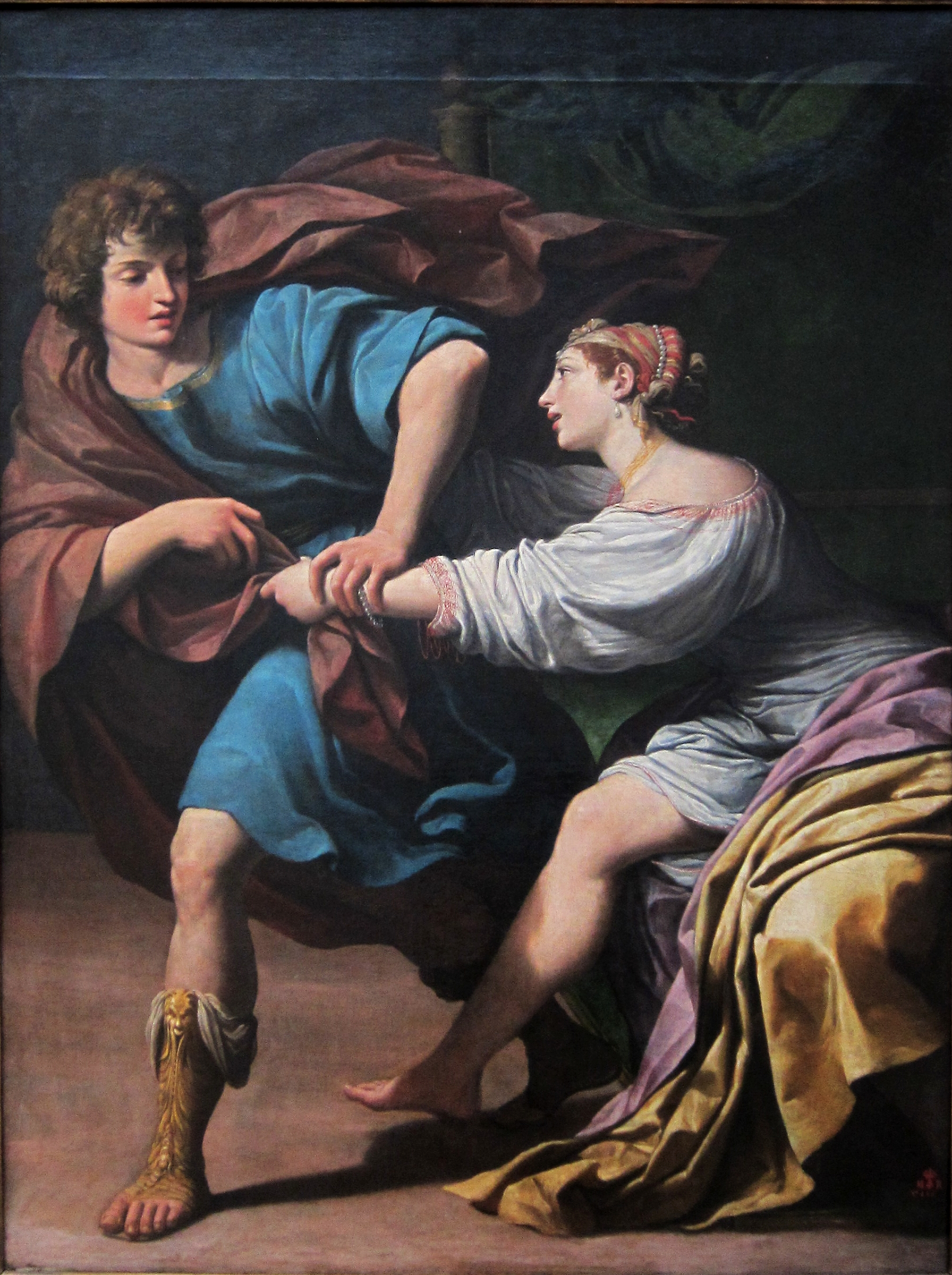
Иосиф и жена Потифара. 1610-е гг. Холст, масло. Дворец изящных искусств, Лилль
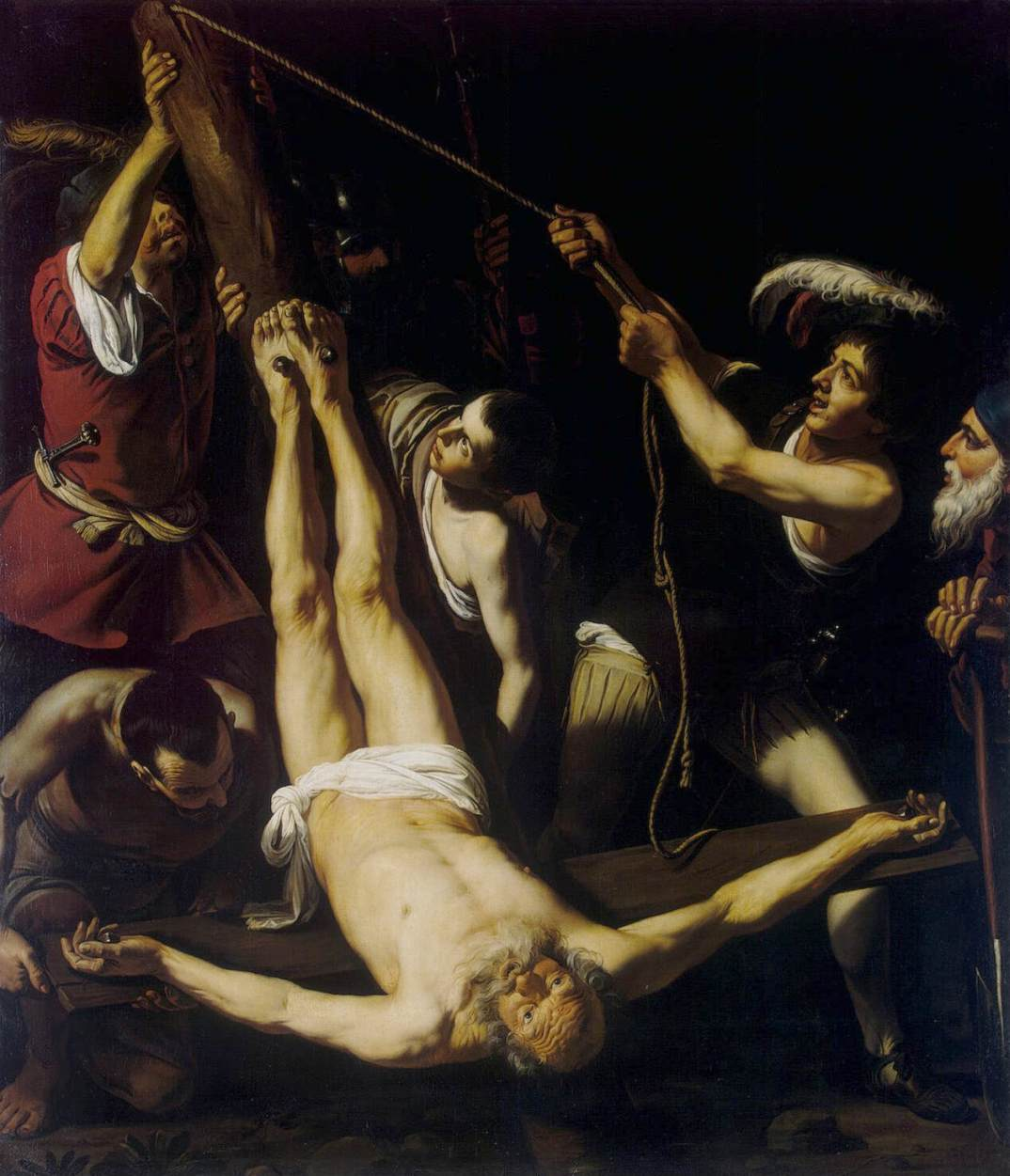
Мученичество Святого Петра. 1630-е гг. Холст, масло. Государственный Эрмитаж, Санкт-Петербург
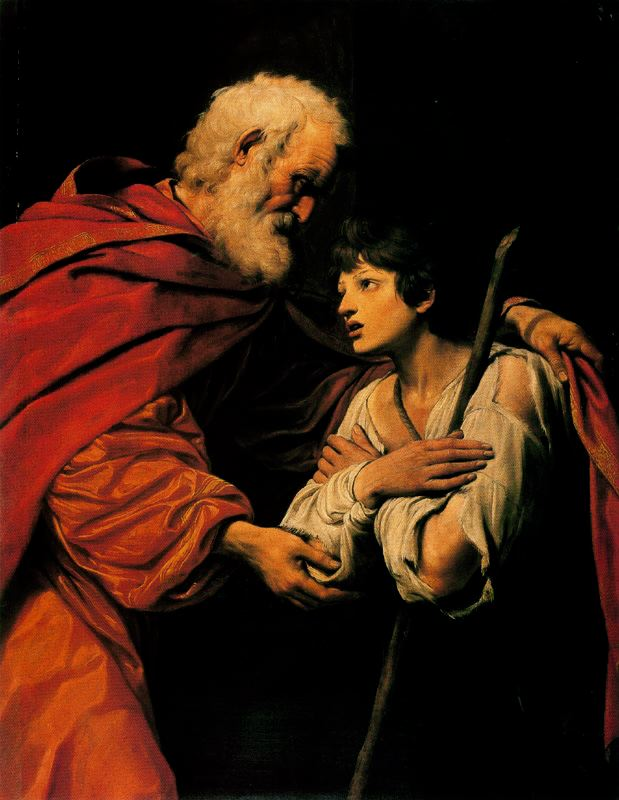
Возвращение Блудного сына. 1600-е гг. Холст, масло. Лувр, Париж
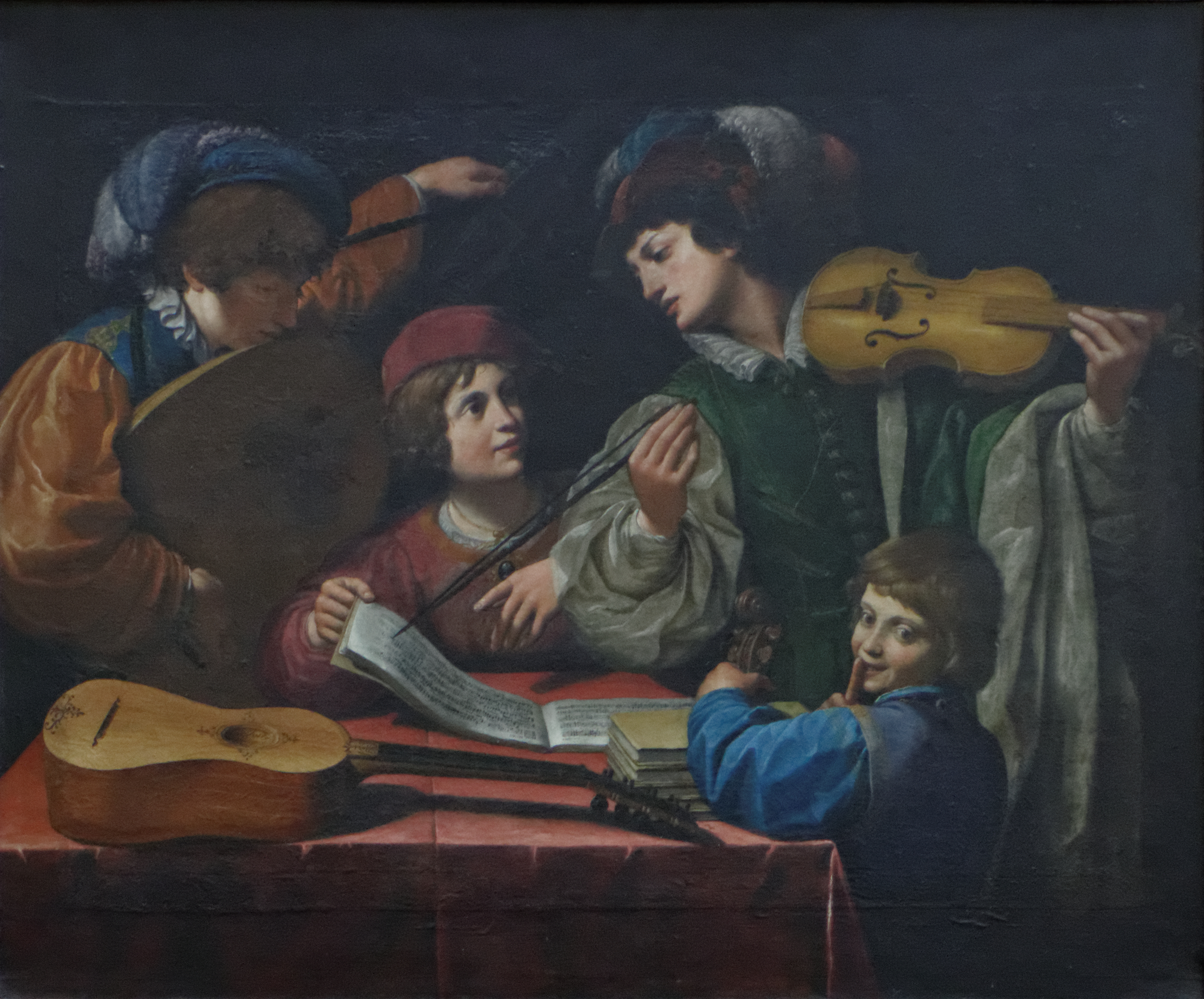
Концерт. 1610-е годы. Холст, масло. Лувр, Париж
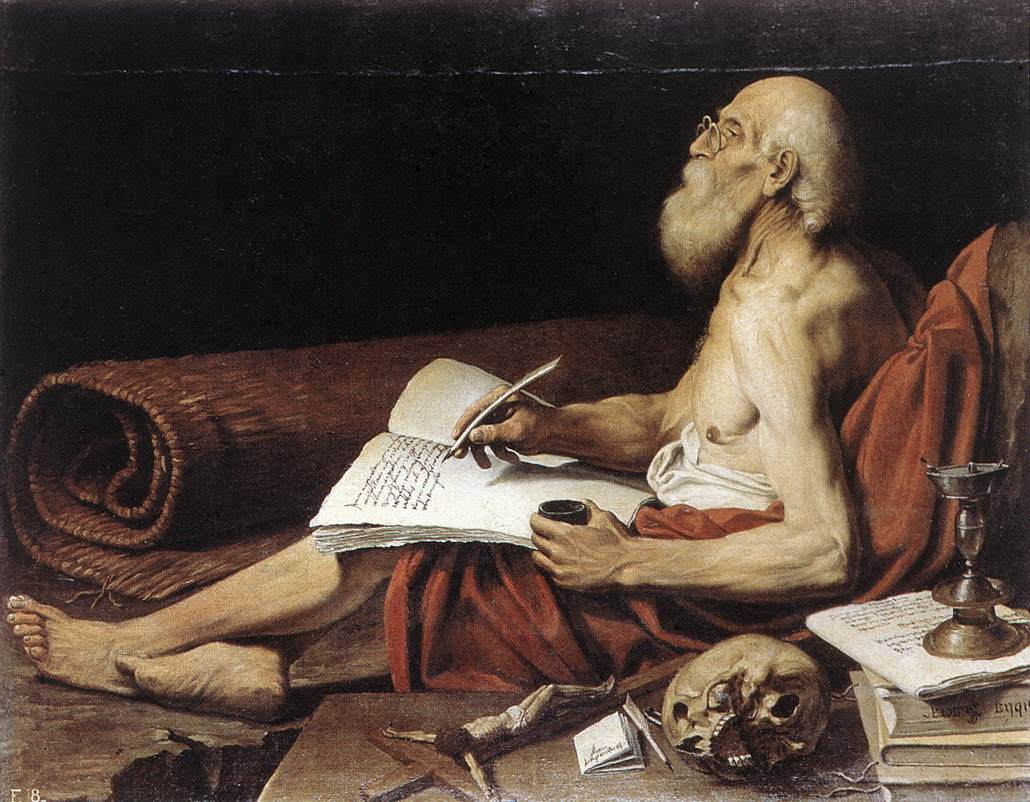
Святой Иероним. 1610-е годы. Холст, масло. Палаццо Барберини, Рим